# Качика
Качика (рум. Cacica) — село у повіті Сучава в Румунії. Входить до складу комуни Качика.

## Розташування
Село знаходиться на відстані 356 км на північ від Бухареста, 26 км на захід від Сучави, 138 км на північний захід від Ясс.

## Історія
Давнє українське село південної Буковини. За переписом 1900 року в селі Качика Ґурагуморського повіту були 427 будинків, проживали 1836 мешканців: 669 українців, 476 румунів, 201 німець, 21 єврей, 469 поляків.

## Населення
За даними перепису населення 2002 року у селі проживали 1403 особи.
Національний склад населення села:
| Національність | Кількість осіб | Відсоток |
| -------------- | -------------- | -------- |
| румуни         | 1017           | 72,5%    |
| поляки         | 227            | 16,2%    |
| українці       | 115            | 8,2%     |
| німці          | 42             | 3,0%     |

Рідною мовою назвали:
| Мова       | Кількість осіб | Відсоток |
| ---------- | -------------- | -------- |
| румунська  | 1158           | 82,5%    |
| польська   | 172            | 12,3%    |
| українська | 50             | 3,6%     |
| німецька   | 23             | 1,6%     |